# Ell
Ell (franska) (luxemburgiska: Ell lyssna (fil), tyska: Ell) är en ort i kantonen Redange i västra Luxemburg. Den är huvudort i kommunen med samma namn och ligger vid floden Attert, cirka 26 kilometer nordväst om staden Luxemburg. Orten har 524 invånare (2022).